# Oldonyosambu
Oldonyosambu è una circoscrizione rurale (rural ward) della Tanzania situata nel distretto rurale di Arusha, regione di Arusha. Conta una popolazione di 16 484 abitanti (censimento 2012).